# Halvdan Koht
Haldvan Koht (ur. 7 lipca 1873, zm. 12 grudnia 1965) – norweski historyk i polityk, członek najpierw partii liberalnej, a następnie Norweskiej Partii Pracy. W latach 1935–1941 był norweskim ministrem spraw zagranicznych. Nigdy nie był członkiem parlamentu norweskiego. Był profesorem Uniwersytetu w Oslo.
Koht był czynnym promotorem unifikacji języka norweskiego i stworzenia wariantu samnorsk. Zaangażowany w prace Østlandsk reisning. Jako zwolennik teorii walki klas w języku włączył do programu partii w 1936 postulat polityki językowej która doprowadziłaby do powstania "języka ludu". Mimo iż nigdy nie uzyskał dla swych planów pełnego poparcia w partii, przyjęto jego postulaty i wprowadzono reformę języka w 1938. Reforma dramatycznie zredukowała wpływy wyższych klas na język norweski w wersji bokmål.
Po rozwiązaniu rządu norweskiego w 1941 do końca wojny przebywał na emigracji w Stanach Zjednoczonych, gdzie kontynuował pracę naukową. Do Norwegii powrócił w 1949.
W 1945 r. zgłosił kandydaturę Józefa Stalina do Pokojowej Nagrody Nobla.
W 1959 r. został członkiem zagranicznym PAN.